# 欧墨洛斯
欧墨洛斯（英語：Eumelus of Corinth），约活动于公元前8世纪前后。古希腊史诗诗人之一。出生于科林斯的巴基斯家族。他著有《科林斯史》（描述科林斯历史上的神话与英雄人物），并曾为麦锡尼人在提洛岛的阿波罗节庆的演唱创作了一首著名的进行曲。

## 扩展阅读
- Greek epic fragments ed. and tr. Martin L. West (Cambridge, Mass.: Harvard University Press, 2003) pp. 220–251.